# Bělehradská operace
Bělehradská operace bylo tažení Rudé armády v rámci druhé světové války, které pomohlo osvobodit území tehdejší Jugoslávie od německé okupace. Bojů se účastnila i  Národně-osvobozenecká armáda Jugoslávie pod vedením Jozipa Broz Tita ( později maršála Jugoslávie).

## Přípravy na operaci
V srpnu 1944 uskutečnila Rudá armáda Jasko-kišiněvskou operaci, která skončila pádem rumunské vlády a přechodem Rumunska na stranu spojenců v boji proti Hitlerovi. 5. září vyhlásil Sovětský svaz válku jinému dosavadnímu německému spojenci – Bulharsku, o dva dny později překročila Rudá armáda bulharské hranice. Téhož dne vstoupily sovětské jednotky i na území Jugoslávie, která byla okupována nacistickým Německem. V průběhu září došlo k pádu bulharské vlády a Bulharsko se také přidalo na stranu SSSR, na stranu spojenců. Proběhla jednání mezi Národně-osvobozeneckou armádou Jugoslávie, jejímž představitelem byl Josip Broz Tito, a zástupci Sovětského svazu a Bulharska. Bylo dohodnuto, že Rudá armáda i bulharská armáda pomohou osvobodit Jugoslávii, jejíž významnou část už kontrolovali Titovi jugoslávští partyzáni. Titovo podmínkou však bylo, že po osvobození se zahraniční armády z Jugoslávie stáhnou. K útoku na německé jednotky v Jugoslávii byly připraveny vojenské jednotky 2. a 3. ukrajinského frontu, Národně-osvobozenecké armády Jugoslávie a bulharské armády.

## Osvobození Jugoslávie

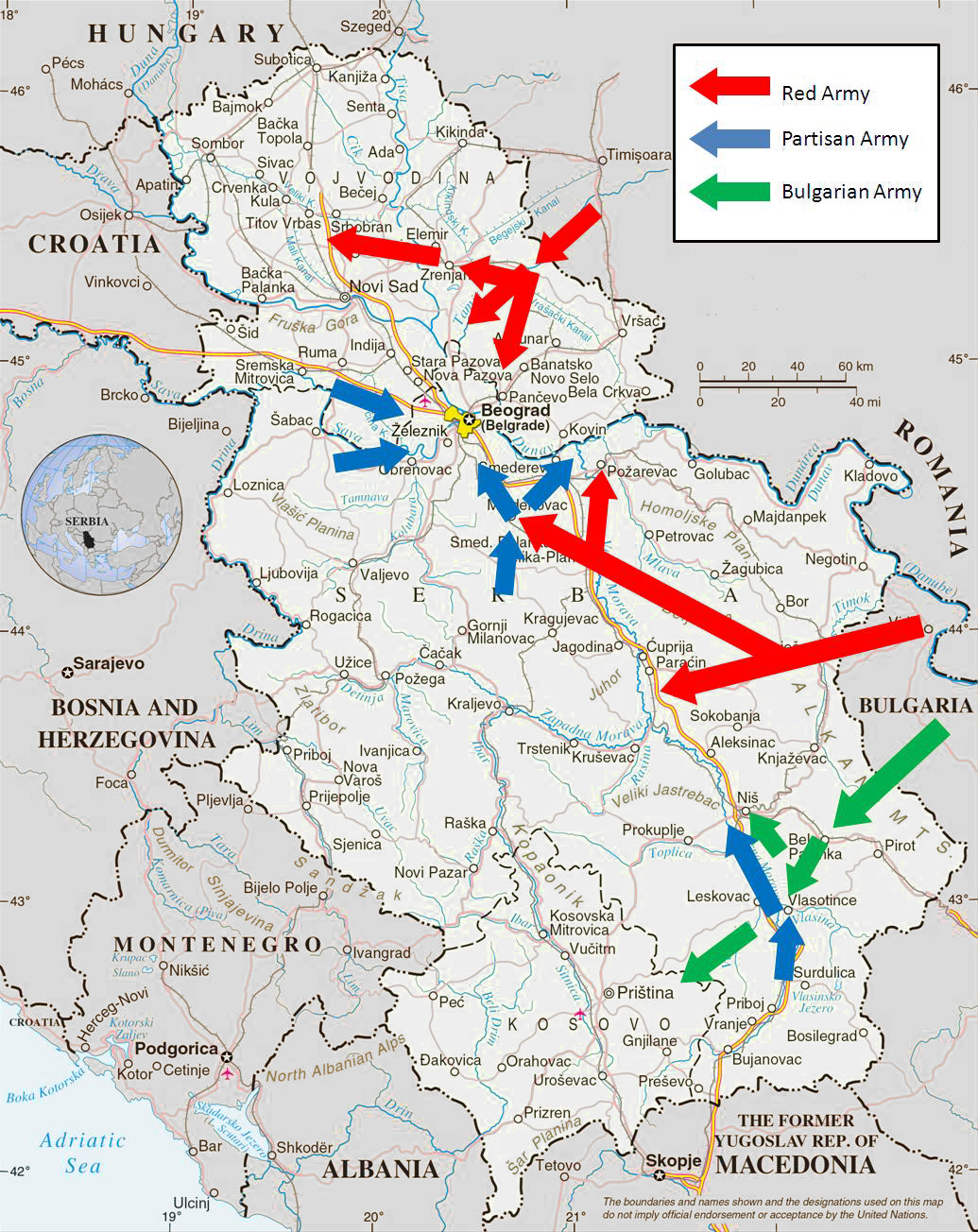
Mapa ofenzívy

25. září 1944 zahájila německá vojska překvapivý útok na jednotky 2. ukrajinského frontu. Touto akcí začaly boje, kterých se na německé straně účastnily i kolaborantské chorvatské jednotky ustašovců a srbští četnici, kteří již dříve bojovali proti Titovým partyzánům. Spojenecká vojska po odražení německého útoku začala ofenzívu na frontě široké 400 až 620 kilometrů. Překonala východosrbské hory, dostala se k řece Moravě a u Velkého Sela překročila Dunaj. 6. října byl zahájen útok na Bělehrad. Bulharská národní armáda na levém křídle osvobozovala Makedonii, přičemž jejím úkolem bylo odříznout německá vojska v Jugoslávii s armádní skupinou "E" v Řecku.
Přímý útok na Bělehrad začal 14. října 1944. Němci sice dopravili do města posily, ovšem útoky Národně-osvobozenecké armády Jugoslávie a Rudé armády, podporované jugoslávskými partyzány uvnitř města, přemohly během několika dnů německou obranu, posílenou o "četniky" a "ruský ochranný sbor." Na obranu města měli Němci k dispozici 30 000 lidí. Němci zorganizovali obranu Bělehradu před postupujícími armádami do dvou linií; první se táhla přes vrchol Avala dále od města a druhá byla blíže k centru a procházela přes kopec Banovo brdo. Jugoslávská armáda měla nepřesné informace o tom, jaká je situace mezi německými jednotkami; domnívala se, že jejich morálka je slabá a že vojska dezertují. Při začátcích bojů se tyto informace ukázaly jako zcela mylné.
Od 17. do 20. října probíhaly boje v samém centru města, v blízkosti Náměstí republiky. Strategickým objektem v centru města byl Palác Albánie, který německá armáda držela velmi dlouho. Přestože jej obsadili partyzáni až 19. října, nebyl při bojích palác významněji poničen.
20. října byl Bělehrad osvobozen a do konce měsíce bylo zajištěno celé Srbsko.
Po osvobození Bělehradu a větší části Srbska se Rudá armáda v souladu s dohodami stáhla z Jugoslávie a přemístila se na severní břeh Dunaje. Za pomoci bulharských jednotek byla do konce listopadu 1944 obsazena Makedonie a Kosovo a Metohija . Zbytek Jugoslávie postupně osvobodila od německé okupace Národně-osvobozenecká armáda Jugoslávie, která se přeměnila na Jugoslávskou lidovou armádu. Díky mobilizaci došlo k vytlačení německých vojsk z Jugoslávie již bez zásahu cizích armád. Sovětská vojska postupovala z Jugoslávie na Maďarsko, kde mělo dojít ke střetnutí o Budapešť.